# Zbůch

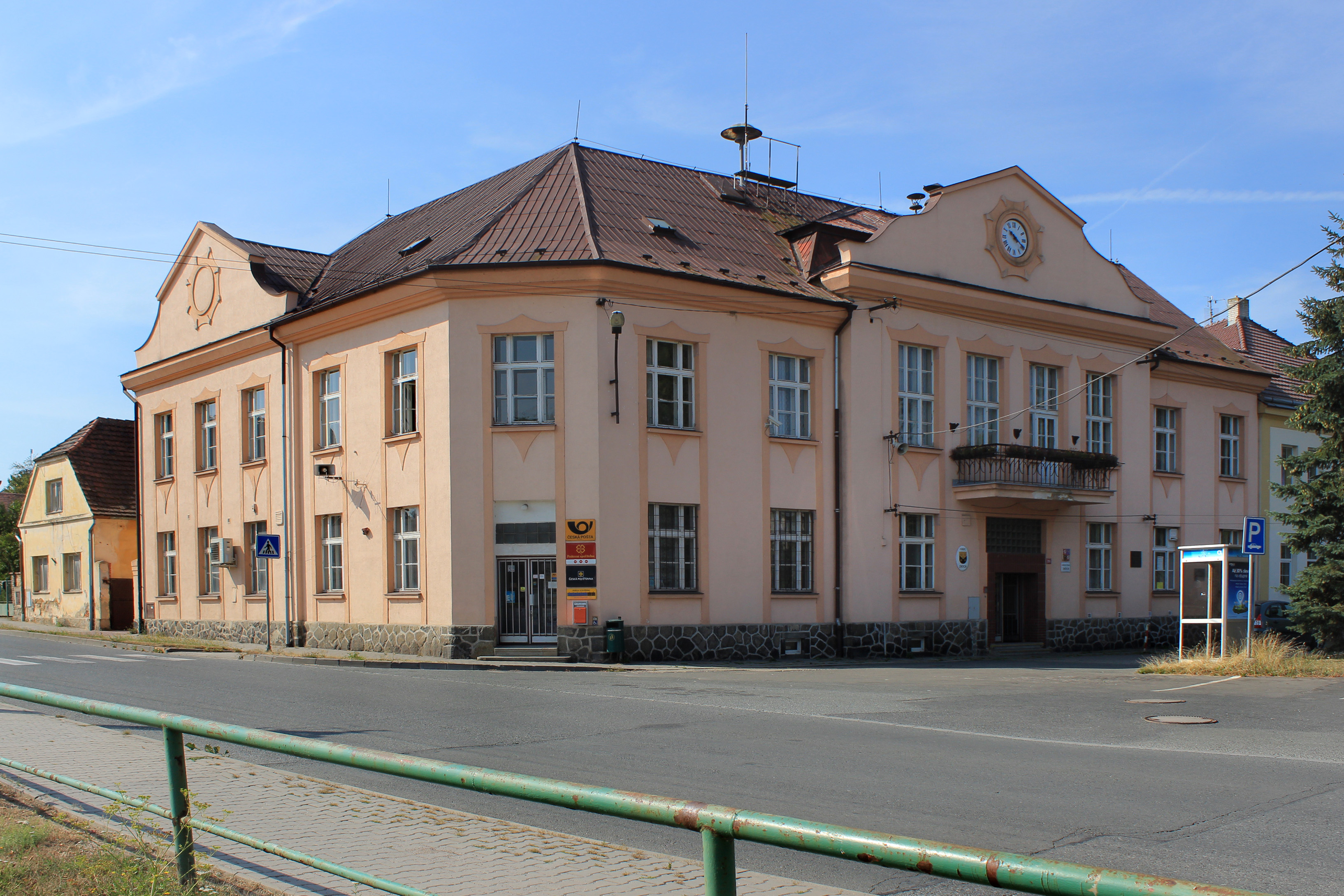
Das Gemeindeamt in Zbůch

Zbůch (deutsch Zwug) ist eine Gemeinde in Tschechien. Sie befindet sich 14 km südwestlich von Pilsen in 338 m n.m. am Bach Zálužský potok, hat eine Fläche von 857 ha und liegt im Okres Plzeň-sever.
Die Gemeinde liegt drei km südlich der Autobahn D5 und deren Abfahrt 93 – Nýřany sowie an der Bahnstrecke von Pilsen nach Domažlice.

## Geschichte
Zbůch wurde 1253 erstmals urkundlich als Besitz des Prämonstratenserinnenklosters Chotěšov erwähnt. Bereits seit dem Mittelalter bestand in Zbuch ein Vorwerk, das sich im Laufe der Zeiten im Besitz verschiedener Landadeliger befand. Im Dreißigjährigen Krieg verödete das Dorf und die Berní rula weist für 1655 nur noch 5 Bauernstellen im Ort aus.
Nach der Auflösung des Klosters gehörte Zwug ab 1782 dem Religionsfonds und nach dessen Auflösung ab 1822 bis zur Ablösung der Patrimonialherrschaften den Fürsten von Thurn und Taxis.
Die 1861 eröffnete Eisenbahnverbindung von Pilsen nach Furth im Wald führte durch den Ort, doch erst 1906 erhielt Zwug eine Bahnstation.
Nachdem sich zum Ende des 19. Jahrhunderts der Abbau der Steinkohle des Pilsener Beckens verstärkte, begann der Westböhmische Bergbau-Aktienverein Pilsen ab 1889 auch mit dem Kohlenabbau bei Zwug.
Die 1889 auf den südwestlichen Zwuger Fluren eröffnete Zeche Teinitzl lag nahe dem gleichnamigen Dorf. 1918 erhielt sie den Namen Masaryk-Zeche.
Die Zeche Austria entstand 1906 östlich des Ortes nahe Rothaujezd (Červený Újezd), wo zwei Schächte abgeteuft wurden, um die in 720 m und 800 m Teufe gelagerten Steinkohlenflöze abzubauen. Dabei zeigte sich, dass die Kohle eine besonders hohe Qualität aufwies. In dieser Zeit entwickelte sich Zwug zu einem Bergarbeiterort. Die meisten der Bergleute waren Tschechen und um die Gruben entstanden Arbeiterwohnsiedlungen.
Nach der Gründung der Ersten Republik erhielt die Zeche Austria den neuen Namen Masaryk-Jubiläums-Zeche. 1938 wurde Zwug infolge des Münchner Abkommens Teil des Deutschen Reiches und gehörte zum sudetendeutschen Landkreis Mies. Im selben Jahr kam es zur Umbenennung der Masaryk-Jubiläums-Zeche in Adolf-Hitler-Schacht und der Masaryk-Zeche in Hermann-Göring-Schacht.
Während des Zweiten Weltkrieges wurden in den Zechen etwa 800 französische und sowjetische Kriegsgefangene zur Arbeit eingesetzt. Die Gesamtbelegschaft des Adolf-Hitler-Schachtes betrug 1939 1387 Personen, davon arbeiteten 947 unter Tage und 364 waren als Tagearbeiter beschäftigt. Die Fördermenge betrug 391.100 t Kohle. Die Belegschaftsstärke auf dem Hermann-Göring-Schacht bei Teinitzl betrug zur gleichen Zeit 797 Personen, von denen 538 als Arbeiter unter sowie 217 über Tage beschäftigt waren und eine Jahresförderleistung von 281.100 t erbrachten.
Anfang Mai 1945 besetzten Soldaten der 3. US-Armee den Ort. Die deutsche Bevölkerung wurde nach Kriegsende vertrieben und Tschechen aus Pilsen und Umgebung angesiedelt. Das Bergwerk Masarykův jubilejní důl (Masaryk-Jubiläums-Zeche) erfuhr 1948 eine erneute Umbenennung in Důl obránců míru (Zeche Friedenskämpfer).
1965 wurde das Bergwerk Masarykův důl (Masaryk-Zeche) bei Týnec stillgelegt und 1977 erfolgte mit der Schließung der Grube Důl obránců míru die vollständige Einstellung des Steinkohlenbergbaus in Zbůch. In den 1970er und 1980er Jahren wurden die meisten der Bergbauanlagen abgetragen. Auch die 100 m hohe Abraumhalde wurde teilweise abgefahren, sie blieb jedoch mit deutlich verringerter Höhe als Sachzeuge des Bergbaus erhalten.
Auf dem früheren Grubengelände wurden nach 1990 Gewerbebetriebe, darunter eine Gewürzmühle, angesiedelt.
Südlich von Červený Újezd liegt der frühere Militärflugplatz, heute der nichtöffentliche internationale Flugplatz Pilsen/Líně.

## Sehenswürdigkeiten
- In Zbůch befinden sich eine Statue des ersten tschechoslowakischen Präsidenten Tomáš Garrigue Masaryk und eine Kapelle.
- In Červený Újezd steht ein Blockhaus aus dem Jahre 1773

## Gemeindegliederung
Zur Gemeinde Zbůch gehört der Ortsteil Červený Újezd (Rothaujezd b. Auherzen).